# Nowy Borek (Pietna)
Nowy Borek – część wsi Pietna w Polsce położonej w województwie opolskim, w powiecie krapkowickim, w gminie Krapkowice. Historycznie leży na Górnym Śląsku, na ziemi prudnickiej.
W latach 1945–1954 miejscowość należała do gminy Kórnica w powiecie prudnickim. W latach 1975–1998 miejscowość należała administracyjnie do ówczesnego województwa opolskiego.